# 渡辺伝
渡辺 伝（わたなべ の つとう）は、平安時代後期の武将。嵯峨源氏の源融の子孫で、正式な名のりは源伝（みなもと の つとう）。渡辺綱の曾孫にあたる。

## 略歴
滝口大夫・渡辺安（筒井久の三男）の子として、摂津国西成郡渡辺津に生まれる。
京で元服を迎えて、摂津源氏（多田源氏）の源明国に仕えた。主君の明国の命で、白河天皇・堀河天皇父子の周辺を護衛する滝口武者を長年も務めた。特に白河法皇（白河天皇）の信頼は篤く、彼は皇室領である大江御厨惣官に任命された（渡辺惣官職）。
同時に敬虔な浄土教の信徒であり、30数年も毎度千遍ほどの念仏を唱えており、臨終間際にも西方に向かって大往生したという。享年60。
嫡子の満が後を継いで、彼の系統は、朝廷との繋がりを密接に図り、衛門府、兵衛府など中央の官職を有していた。
満の弟の重らの系統は従来通り、摂津源氏と主従関係を結び、源頼政を介錯した唱や宇治川の戦いで戦没した省（連）と競などを輩出した。

## 子孫
伝の後裔は、越後国の住人となり、赤田氏と瓜生氏の祖となった。
あるいは、薩摩国の奈良原氏も、伝の子孫と称した。